# 奧胡斯市鎮
奧胡斯市镇（丹麥語：Århus  Kommune）是丹麥的一個市镇，位於日德蘭半島東岸屬中日德蘭大區。面積468.87平方公里，2014年人口323,893人。行政中心为奧胡斯。